# Pawieł Niegrietow
Pawieł Iwanowicz Niegrietow (ros. Павел Иванович Негретов; ur. 2 grudnia 1923 r. w Jelizawetgradzie, zm. 5 czerwca 2004) – działacz antysowiecki, radziecki historyk, publicysta i pisarz
W 1938 r. ukończył ukraińską szkołę podstawową, zaś w 1941 r. rosyjską szkołę średnią w Kirowogradzie. Po zajęciu miasta przez wojska niemieckie 5 sierpnia tego roku, pracował w warsztatach wojskowych, młynie, drukarni, a następnie w fabryce. W wyniku nawiązania kontaktów z działaczem Narodowego Związku Pracujących (NTS) Olegiem S. Polakowem wstąpił do tej organizacji. W poł. grudnia 1943 r. przybył do Winnicy, gdzie pracował w drukarni wojskowej. W styczniu 1944 r. ewakuował się do Lwowa, zaś w kwietniu tego roku do Warszawy. Pracował jako pracownik fizyczny. Na pocz. kwietnia 1945 r. przybył do Bratysławy, gdzie po wkroczeniu Armii Czerwonej zgłosił się dobrowolnie do sowieckiej komendantury. Został tłumaczem w SMIERSZu. Pod koniec sierpnia tego roku powrócił na Ukrainę, ale został wkrótce aresztowany. Po procesie skazano go w poł. stycznia 1946 r. na karę 15 lat łagrów. Osadzono go w obozie na Workucie. W listopadzie 1955 r. wyszedł na wolność. Od grudnia 1956 r. pracował jako laborant w laboratorium chemicznym, zaś od 1960 r. jako maszynista w kopalni. Jednocześnie zaczął zaocznie studiować historię na uniwersytecie w Leningradzie. W 1966 r. ukończył studia, ale uniemożliwiono mu prowadzenie pracy naukowej. Od 1970 r. pisał artykuły historyczne do pisma "Woprosy istorii". W 1975 r. opublikował w samizdacie artykuł pt. "Workuta". Napisał książkę pt. "W. G. Korolenko. Letopiś żyzni i tworczestwa. 1917-1921".